# Autibra
Autibra (fl. XVIII-XVII secolo a.C.) è stato un sovrano egizio inquadrato nella XIV dinastia.

## Biografia
Questo sovrano, come molti altri della stessa dinastia, è conosciuto solamente attraverso il Canone Reale.
La durata del regno risulta incompleta già nel documento originale che riporta, a seguito del nome del sovrano
| HASH | HASH · G36 | N5 | V20 | Z1 · Z1 · Z1 · Z1 · Z1 · Z1 · Z1 · Z1 |

ḏf3 18 - lacuna 18 giorni

## Liste reali
| N5 | F40 | Z7 · t | Y1 · Z2 | ib | Z1 |

| N5 | F40 | Z7 · t | Y1 · Z2 | ib | Z1 |

| N5 | F40 | Z7 · t | Y1 · Z2 | ib | Z1 |

| N5 | F40 | Z7 · t | Y1 · Z2 | ib | Z1 |

| N5 | F40 | Z7 · t | Y1 · Z2 | ib | Z1 |

| N5 | F40 | Z7 · t | Y1 · Z2 | ib | Z1 |

| N5 | F40 | Z7 · t | Y1 · Z2 | ib | Z1 |

| N5 | F40 | Z7 · t | Y1 · Z2 | ib | Z1 |

## Cronologia
| Periodo                    | Dinastia | periodo di regno                             |
| Secondo periodo intermedio | XIV      | tra il 1720 a.C. ed il 1630 a.C. (± 50 anni) |

| predecessore: ...uebenra | Signore del Basso e dell'Alto Egitto | successore: Heribra |

| Dinastie contemporanee | Capitale |
| XIII                   | Ity Tawy |